# Osterspaziergang (Film)
Osterspaziergang ist ein US-amerikanisches Filmmusical mit Judy Garland und Fred Astaire aus dem Jahr 1948.

## Handlung
Der Film spielt von Ostern 1912 bis Ostern 1913 in New York. Der berühmte Tänzer Don Hewes hat ein großes Problem. Seine Partnerin Nadine Hale möchte eine Solokarriere als Tänzerin starten und verlässt ihn. Mit seinem Freund Jonathan Harrow geht er in eine kleine Kneipe. Sie ertränken in dieser Kneipe Dons Problem. Zu fortgeschrittener Stunde behauptet Don, dass er aus jeder X-beliebigen Tänzerin eine zweite Nadine Hale formen könne. Er greift aus der Tanztruppe, die in dem Lokal tanzt, die erstbeste Tänzerin heraus und fordert sie auf, zu einer Probe mit ihm zu kommen. Diese Tänzerin ist Hannah Brown, die eigentlich eher eine Sängerin ist.
Mit Hannah beginnt er die schwierige Probenarbeit. Er begeht jedoch einen großen Fehler, indem er versucht, eine Kopie von Nadine herzustellen. Das vorbereitete Programm fällt durch. Gleichzeitig verliebt sich Hannah in Don, glaubt aber fälschlicherweise, dass dieser weiterhin in Nadine verliebt ist. Don versucht, das Programm zu ändern. Er weiß von seinem Fehler und benutzt jetzt das komische Talent und die Sangeskunst von Hannah für ein neues Programm. Dieses wird ein Riesenerfolg in der Revue von Ziegfeld. Zur Premierenfeier gehen Hannah und Don, mittlerweile ein Paar, in ein Lokal, wo Nadine Hale auftritt. Nadine, die von dem großen Erfolg von Hannah weiß, fordert, um ihre Konkurrentin zu ärgern, Don zum gemeinsamen Tanz auf die Bühne. Hannah verlässt daraufhin weinend das Lokal. Das Paar scheint wieder getrennt. Jonathan Harrow versucht, sie wieder zusammenzubringen. Am Ostersonntag 1913 sind sie wieder zusammen und gehen auf den Osterspaziergang auf der New Yorker Fifth Avenue.

## Hintergrund
Osterspaziergang gehört zu den erfolgreichsten MGM-Musicals der 1940er Jahre. Der Film sollte ursprünglich nach dem Erfolg von Der Pirat ein weiteres Spektakel für Gene Kelly und Judy Garland werden. Kurz vor Drehbeginn brach sich Kelly jedoch beim Basketball-Spiel den Fuß, und so entschied das Studio, dass Fred Astaire, der eigentlich kurz zuvor seinen Rückzug vom Film erklärt hatte, für Kelly einspringen solle. Es gab weitere Änderungen. Ursprünglich sollte Vincente Minnelli Regie führen. Da dem Studio Minellis schwierige Ehe mit Garland aber problematisch für die Filmarbeiten erschien, übernahm Charles Walters stattdessen die Regie. Für die Rolle der Nadine Hale war Cyd Charisse vorgesehen gewesen. Wegen eines Bänderrisses musste sie jedoch durch Ann Miller ersetzt werden. Ann Miller, die von Louis B. Mayer protegiert wurde (der erfolglos um ihre Hand angehalten hatte), musste allerdings die Dreharbeiten mit einem orthopädischen Korsett durchstehen, da ihr Mann sie kurz zuvor eine Treppe hinuntergestoßen hatte.
Der Film wurde trotz aller Besetzungsprobleme ein großer Erfolg, dank seines Witzes und vor allem der großen Revueszenen. Irving Berlin stellte aus seinem breiten Repertoire zehn Gesangsnummern zur Verfügung: u. a. A Couple of Swells (Garland und Astaire mit genialer Tanznummer als Landstreicher – für Judy Garland wurde dieses Kostüm später fester Bestandteil ihrer Shows), I love a Piano, It Only Happens When I Dance With You, Happy Easter, Shaking the Blues Away und das titelgebende Stück Easter Parade.

## Kritiken
„Die belanglose Handlung dient lediglich als Vorwand für brillante Tanznummern und einige Gesangsduette zwischen Fred Astaire und Judy Garland, die hier das einzige Mal gemeinsam auftraten. Kurzweilige Unterhaltung.“

„Irving Berlins Musik trägt diesen schwungvollen Tanzfilm mit vielen Evergreens und dem berühmt gewordenen Fifth-Avenue-Finale mit Berlins Titelsong. Wertung 3 Sterne (sehr gut)“

„Zehn alte und sieben neue Irving-Berlin-Songs (...) verleihen dem herkömmlichen Musical-Plot Glanz.“

## Auszeichnungen
Der Film erhielt 1949 einen Oscar für die beste Musik.

## DVD-Veröffentlichung
- Osterspaziergang. Special Edition. Warner Home Video 2005